# 清水香織 (歌手)
清水 香織（しみず かおり、1968年1月15日 - ）は、1980年代後半から1990年代前半にかけて活動していた日本の歌手である。静岡県富士宮市出身。アイドルの新井由美子とはいとこ同士。

## 概要
中学・高校時代は陸上部で、校内マラソンでは2位以下になったことが無いとのこと。また暗算競技で静岡県2位になったことがある。
1985年、第5回『東大生が選ぶミスアイドルコンテスト』で4,281人の中からグランプリに選ばれる。また同時期に山瀬まみが優勝した第10回『ホリプロスカウトキャラバン』の静岡地区代表として全国大会にも出場している。山瀬とはこれを機に後同期となり、大親友となる。翌1986年にテイチクからファーストシングル「禁じられたヒロイン」がリリースされ、歌手デビューを果たす。
1987年、SNKのアーケードゲーム『サイコ・ソルジャー』のゲーム中に流されるテーマ曲を歌う。また、同社のファミリーコンピュータ用ゲームソフト『アテナ』のイメージアイドルとしても活動し、ソフト付属のカセットテープ「サイコ・ソルジャー ミュージックカセット」にメッセージおよび前述のテーマ曲が収録される。
1989年、ラストシングルとなる「不思議なピーチパイ」がリリースされた。この曲は竹内まりやの同名曲のカバーで、気象庁によるお天気フェアのイメージソングおよびフジテレビ『お天気チャンネル』のエンディングテーマに採用された。
1991年、当時横浜大洋ホエールズに在籍していた佐々木主浩と結婚。
2005年、佐々木と離婚。2人の子（長女と長男）の親権は佐々木側が持つこととなった。

## リリースシングル
いずれも発売元はテイチク。4thシングル収録曲については、前述の「サイコ・ソルジャー ミュージックカセット」にも収録されている。
1. 禁じられたヒロイン（1986年6月21日、レーベル：ユニオンレコード）
(c/w) 八月の恋人九月の悪魔
2. 26時のシンデレラ -CINDERLLA[4] AT 26-（1986年10月5日、レーベル：ユニオンレコード）
(c/w) オ・モ・チャ・箱
3. 誘惑DOLL (FIRE & RAIN)（1987年1月21日、レーベル：ユニオンレコード）
(c/w) 蒼いプリズム
4. サイコ・ソルジャー（1987年6月30日、レーベル：テイチクレコード）
(c/w) 傷だらけのブルームーン（サイコ・ソルジャー・エンディング・テーマ）
5. Blue Letter（1987年10月21日、レーベル：テイチクレコード）
(c/w) Boy. 天使が通りすぎる
6. 不思議なピーチパイ（1989年8月1日、レーベル：テイチクレコード）
(c/w) タイム・リミット